# أليسك
أليسك (بالروسية: Алейск) هي إحدى مدن روسيا في الكيان الفدرالي الروسي ألطاي كراي.